# Пуяц Георгій Георгійович
Георгій Георгійович Пуяц (латис. Georgijs Pujacs; 11 червня 1981, м. Рига, СРСР) — латвійський хокеїст, захисник. Виступає за «Авангард» (Омськ) у Континентальній хокейній лізі. 
Виступав за ХК «Рига 2000», «Вілкі» (Рига), «Металургс» (Лієпая), ХК «Еребро», «Елміра Джеколс» (UHL), «Хімік» (Митищі), «Лада» (Тольятті), «Динамо» (Мінськ), «Динамо» (Рига), «Сибір» (Новосибірськ).
У складі національної збірної Латвії учасник зимових Олімпійських ігор 2006 і 2010, учасник чемпіонатів світу 2006, 2007, 2008, 2009, 2010 і 2011. У складі молодіжної збірної Латвії учасник чемпіонату світу 2000 (група B). У складі юніорської збірної Латвії учасник чемпіонатів Європи 1999 (дивізіон I).
Досягнення
- Срібний призер чемпіонату Росії (2012)
- Чемпіон Латвії (2003, 2003)
- Чемпіон СЄХЛ (2003).